# 奧利耶科爾區
52°21′00″N 64°07′48″E / 52.35000°N 64.13000°E

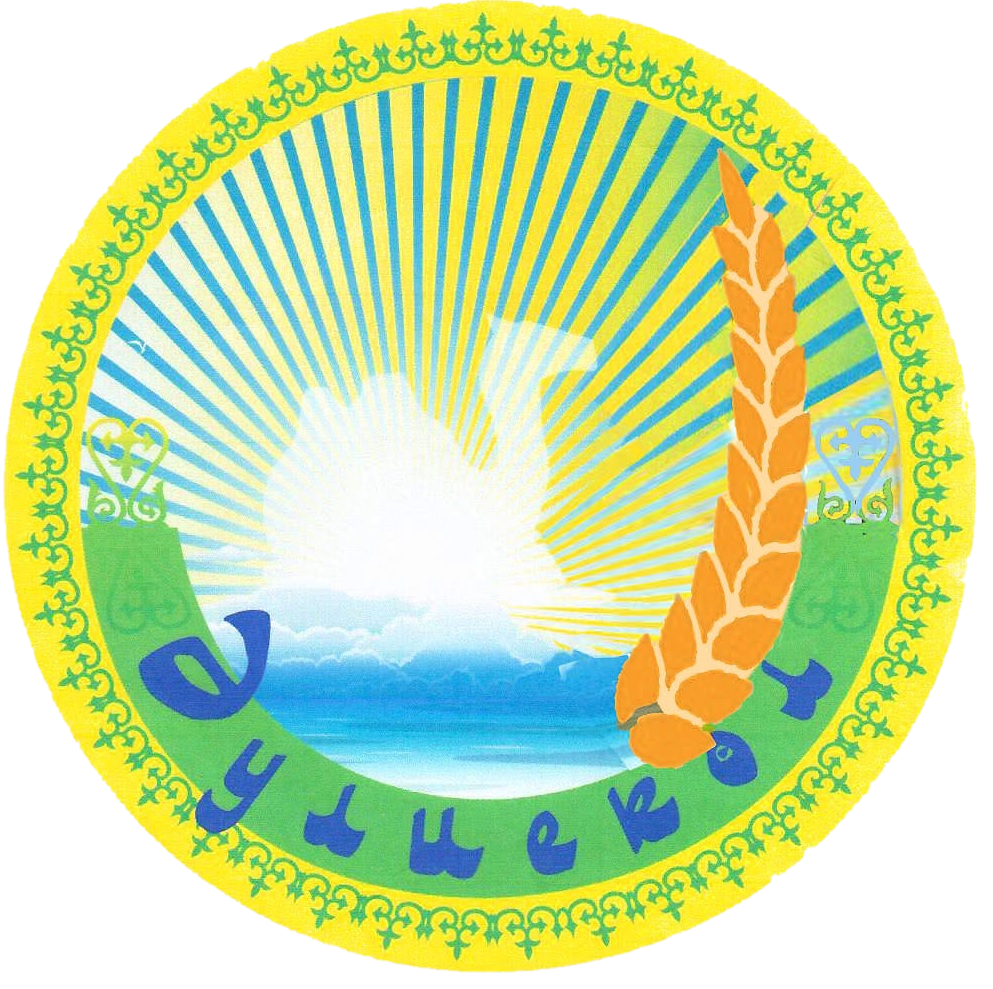

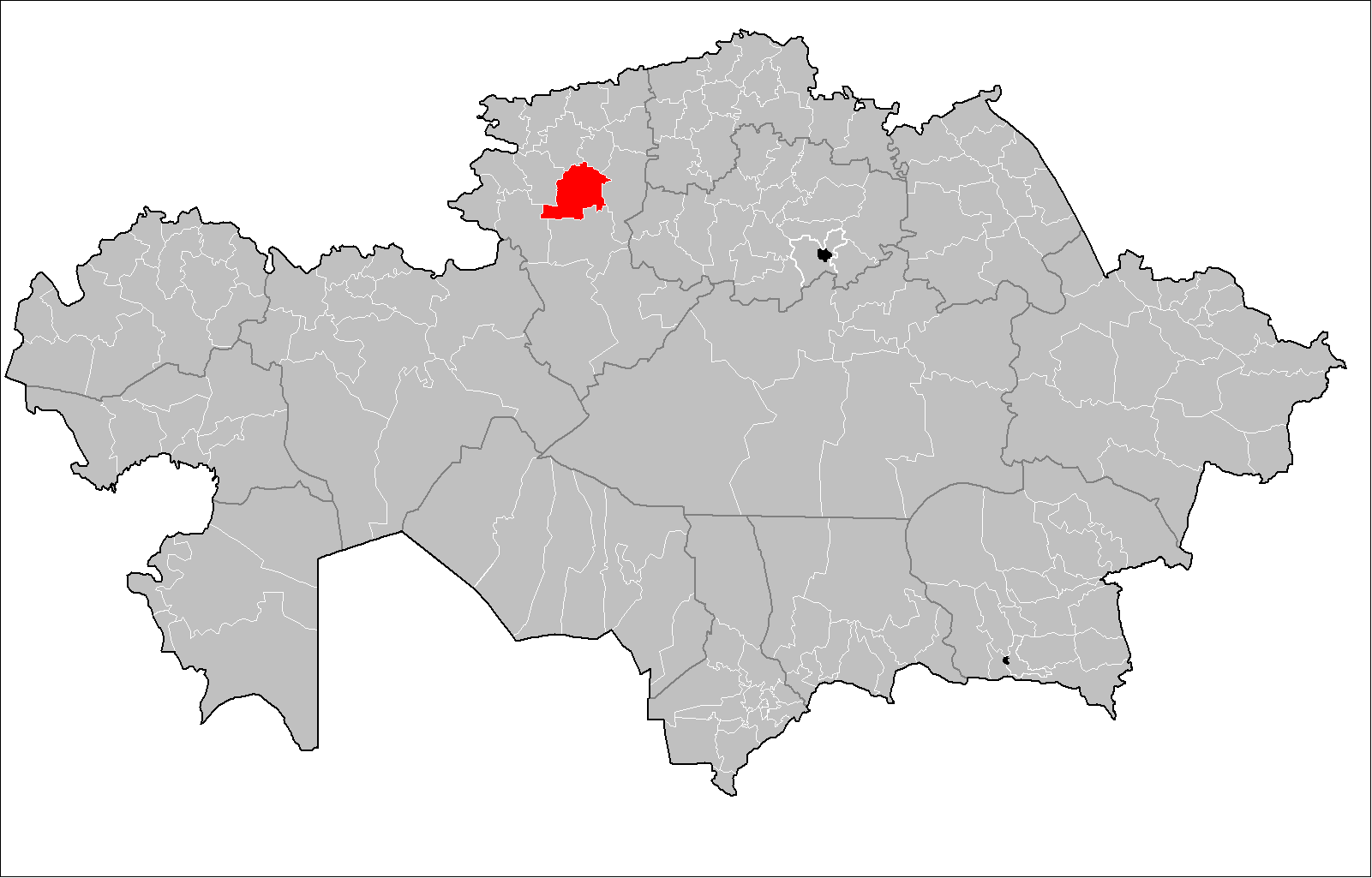

奧利耶科爾區是哈薩克斯坦的行政區，位於該國北部，由庫斯塔奈州負責管轄，首府設於奧利耶科爾，始建於1928年，面積11,100平方公里，2015年人口45,255。